# Adama mueliana
Adama mueliana är en insektsart som beskrevs av Rauno E. Linnavuori och Al-ne'amy 1983. Adama mueliana ingår i släktet Adama och familjen dvärgstritar. Inga underarter finns listade i Catalogue of Life.